# Lůno Abrahamovo
Lůno Abrahamovo označuje místo útěchy v biblickém šeolu, kde spravedliví mrtví čekají na Poslední soud. Jedná se o pojem z doby Druhého chrámu.
Tento výraz a koncept se nachází jak v judaismu, tak v křesťanském náboženství a náboženském umění.
Pojem samotný (řec. kolpos) je obsažen v biblickém podobenství o boháči a Lazarovi. (Lk 16, 19–31) Vyjadřuje v židovském prostředí místo nejjistějšího bezpečí a ochrany jako jeden z pojmů židovsko-křesťanské thanatologie. Biblické překlady i výklady se však různí, lůno (slovensky lono) používá Bible kralická, Slovenský katolický překlad, Slovenský evangelický překlad, Slovenský ekumenický překlad.